# Mooswiese Hottendorf östlich Gardelegen
Mooswiese Hottendorf östlich Gardelegen este o arie protejată (arie specială de conservare — SAC, sit de importanță comunitară — SCI) din Germania întinsă pe o suprafață de 51 ha, integral pe uscat.

## Localizare
Centrul sitului Mooswiese Hottendorf östlich Gardelegen este situat la coordonatele 52°31′08″N 11°31′54″E / 52.5189°N 11.5317°E.

## Înființare
Situl Mooswiese Hottendorf östlich Gardelegen a fost declarat sit de importanță comunitară în octombrie 2000 pentru a proteja 1 specie de animale. Situl a fost protejat și ca arie specială de conservare în decembrie 2018.

## Biodiversitate
Situată în ecoregiunea continentală, aria protejată conține 4 habitate naturale: Liziere de ierburi înalte hidrofile de câmpie și de nivel montan până la alpin, Fânețe de joasă altitudine (Alopecurus pratensis, Sanguisorba officinalis), Mlaștini turboase de tranziție și turbării mișcătoare, Mlaștini împădurite.
La baza desemnării sitului se află o specie protejată de  mamifere: liliac cârn (Barbastella barbastellus)
Pe lângă speciile protejate, pe teritoriul sitului au mai fost identificate 4 specii de plante, 2 specii de amfibieni, 3 specii de mamifere, 2 specii de nevertebrate.